# Kinder (Luisiana)
Kinder es un pueblo ubicado en la parroquia de Allen en el estado estadounidense de Luisiana. En el Censo de 2010 tenía una población de 2477 habitantes y una densidad poblacional de 173,07 personas por km².

## Geografía
Kinder se encuentra ubicado en las coordenadas 30°29′0″N 92°51′4″O / 30.48333, -92.85111. Según la Oficina del Censo de los Estados Unidos, Kinder tiene una superficie total de 14.31 km², de la cual 14.31 km² corresponden a tierra firme y (0.02%) 0 km² es agua.

## Demografía
Según el censo de 2010, había 2477 personas residiendo en Kinder. La densidad de población era de 173,07 hab./km². De los 2477 habitantes, Kinder estaba compuesto por el 70.57% blancos, el 23.05% eran afroamericanos, el 1.78% eran amerindios, el 1.33% eran asiáticos, el 0% eran isleños del Pacífico, el 0.65% eran de otras razas y el 2.62% pertenecían a dos o más razas. Del total de la población el 1.94% eran hispanos o latinos de cualquier raza.